# Uroctea concolor
Espèce
Synonymes
- Uroctea limbata concolor Simon, 1882

Uroctea concolor est une espèce d'araignées aranéomorphes de la famille des Oecobiidae.

## Distribution
Cette espèce est endémique du Yémen.

## Publication originale
- Simon, 1882 : II. Étude sur les arachnides de l'Yemen méridional. Viaggio ad Assab nel Mar Rosso, dei signori G. Doria ed O. Beccari con il R. Aviso "Esploratore" dal 16 novembre 1879 al 26 Febbraio 1880. Annali del Museo Civico di Storia Naturale di Genova, vol. 18, p. 207-260 (texte intégral).